# Ronald Niel Stuart
Ronald Niel Stuard (Toxteth, 26 agosto 1886 – Charing, 8 febbraio 1954) è stato un militare britannico, commodoro della British Merchant Navy e capitano della Royal Navy che fu decorato a seguito di un lungo e meritevole servizio in mare lungo un periodo di oltre trentacinque anni.
Durante la prima guerra mondiale fu insignito della Victoria Cross, del Distinguished Service Order, della Croix de Guerre avec Palmes (da parte della Francia) e della Navy Cross (da parte degli Stati Uniti d'America) per la lunga serie di audaci operazioni che condusse servendo la Royal Navy durante la cosiddetta "War at Sea" (Guerra in Mare).
Stuart ricevette la Victoria Cross a seguito di una votazione da parte degli uomini sotto il suo comando. Questo metodo di conferimento insolito fu utilizzato poiché l'ammiragliato non fu in grado di decidere a quale membro dell'equipaggio conferire la medaglia dopo il disperato combattimento tra una Q-ship ed un sottomarino tedesco al largo delle coste irlandesi. La carriera di Stuart include anche il comando del transatlantico RMS Empress of Britain e la direzione dell'ufficio londinese di una delle maggiori compagnie di transatlantici inglesi. Dopo il suo ritiro avvenuto nel 1951, Stuart si trasferì nel cottage di sua sorella, in Kent, dove morì tre anni dopo. Stuart fu descritto come un uomo alle volte irascibile, imbarazzato da qualsiasi tipo di clamore riguardo alla sua celebrità e solito esclamare "Mush!" in occasione di forti emozioni.

## Infanzia
Ronald Niel Stuart nacque nel 1886 a Liverpool da Niel Stuart e Mary Harrison, entrambi provenienti da famiglie di tradizione marinara. Il padre era nato nell'Isola del Principe Edoardo, in Canada ed aveva incontrato e sposato Mary a Montreal. Lei era la figlia di un mastro marinaio proveniente dall'Australia. Negli anni 1880 la famiglia si trasferì a Liverpool, dove è nato Stuart, il minore di sei fratelli. Niel (padre) lavorò in città come sovrintendente portuale e grossista del tè, prima di morire improvvisamente mentre si stava preparando per tornare nella Merchant Navy.